# Eviota rubriceps
Eviota rubriceps is een straalvinnige vissensoort uit de familie van de grondels (Gobiidae). De wetenschappelijke naam van de soort is voor het eerst geldig gepubliceerd in 2011 door Greenfield & Jewett.